# Mælkekrigen
Mælkekrigen er en islandsk film fra 2019 instrueret af Grímur Hákonarson.

## Medvirkende
- Arndís Hronn Egilsdottir som Inga
- Sveinn Ólafur Gunnarsson som Friðgeir
- Sigurður Sigurjónsson som Eyjólfur